# Кремінь (фільм, 2022)
Кремінь — повнометражний художній фільм, режисером якого є Вінсент Ворд (Vincent Ward) з Нової Зеландії, відомий за оскароносним фільмом «Куди приводять мрії» 1998 року. Стрічка «Кремінь» створюється в офіційній копродукції України, Австралії, Німеччини, Швейцарії та Китаю.

## Про фільм
Картина заснована на реальних подіях у світі вітрильного спорту. Йдеться про життя і професійний шлях українського тренера Віктора Коваленка. Його вихованці принесли перші золоті та бронзові олімпійські медалі незалежній Україні на Олімпіаді в Атланті, а пізніше — численні найвищі спортивні нагороди збірній Австралії, яку він тренує і досі.
На пострадянському просторі Віктора Коваленка називають «Кремінь», а в англомовних країнах — «medal-maker» (людина, яка робить медалі), оскільки лише у складі збірної Австралії, за підрахунками Російської спілки вітрильного спорту, його вихованці здобули на Олімпійських іграх 12 комплектів нагород різного ґатунку.
В Австралії в 2017 році видана книга «The Medal Maker: A Biography of Victor Kovalenko», в якій описується біографія українського тренера.

## У ролях
Тренера у дитинстві та юності гратимуть:
- Олексій Зубак,

- Кирило Якубенко.

В дорослому віці:
- Артур Алієв,

- Олег Шульга.

Також у фільмі знімаються:
- Анастасія Шевченко,

- Марія Моторна,

- Катерина Григоренко,

- Анастасія Король.